# Université nationale de Kangwon
L'Université nationale de Kangwon (en hangul : 강원대학교) est une université nationale de Corée du Sud située à Chuncheon. Elle est l'une des 10 universités nationales de premier rang du pays. 

## Composantes

### Faculté de premier cycle
- Faculté d'administration des entreprises
- Faculté d'ingénierie
- Faculté d'agriculture et de sciences du vivant
- Faculté des ressources animales
- Faculté d'art et de culture
- Faculté de droit
- Faculté de pédagogie
- Faculté de sciences sociales
- Faculté de sciences forestières
- Faculté de pharmacie
- faculté de sciences humaines
- Faculté de sciences de la nature
- Faculté de biotechnologies
- Faculté des technologies de l'information
- Faculté de sciences vétérinaires
- Division des sciences du sport
- Programme interdisciplinaire

### Faculté de cycle supérieur
- Faculté de pédagogie
- Faculté d'administration publique et commerciale
- Faculté des technologies de l'industrie
- Faculté des sciences de l'information
- Faculté d'affaires judiciaires
- École de droit

## Personnalités liées

### Étudiants
- Jeon Sang-guk (1940-), auteur